# Recording the Angel
Recording the Angel fou un projecte de la banda britànica Depeche Mode per enregistrar la majoria dels concerts realitzats en les dues darreres etapes de la gira mundial Touring the Angel, feta durant els anys 2005 i 2006 per presentar l'àlbum d'estudi Playing the Angel. La gravació la va dur a terme l'empresa anglesa Live Here Now.
Dels 46 concerts realitzats durant aquesta fase de la gira, 43 foren enregistrats i disponibles en el lloc web de la banda mitjançant descàrrega digital i també en un doble CD mitjançant una comanda de correu. Tots els CDs tenien el mateix disseny artístic a diferència de la llista de cançons, que era impresa en una targeta blanca extra, la seu i la data de l'espectacle, impresos en la portada, la contraportada i els mateixos discos.

## Publicacions[2]
| Disc 1 1. "Intro" 2. "A Pain That I'm Used To" 3. "A Question of Time" 4. "Suffer Well" 5. "Precious" 6. "Walking in My Shoes" 7. "Stripped" 8. "Home" 9. "In Your Room" 10. "Nothing's Impossible" 11. "I Feel You" | Disc 2 1. "Behind the Wheel" 2. "World in My Eyes" 3. "Personal Jesus" 4. "Enjoy the Silence" 5. "Shake the Disease" 6. "Photographic" 7. "Never Let Me Down Again" |

| Disc 1 1. "Intro" 2. "A Pain That I'm Used To" 3. "A Question of Time" 4. "Suffer Well" 5. "Precious" 6. "Walking in My Shoes" 7. "Stripped" 8. "Home" 9. "In Your Room" 10. "Nothing's Impossible" 11. "I Feel You" | Disc 2 1. "Behind the Wheel" 2. "World in My Eyes" 3. "Personal Jesus" 4. "Enjoy the Silence" 5. "Shake the Disease" 6. "Photographic" 7. "Never Let Me Down Again" |

| Disc 1 1. Intro" 2. "A Pain That I'm Used To" 3. "A Question of Time" 4. "Suffer Well" 5. "Precious" 6. "Walking in My Shoes" 7. "Stripped" 8. "Home" 9. "Blue Dress" 10. "In Your Room" 11. "Nothing's Impossible" | Disc 2 1. "John the Revelator" 2. "I Feel You" 3. "Behind the Wheel" 4. "World in My Eyes" 5. "Personal Jesus" 6. "Enjoy the Silence" 7. "Shake the Disease" 8. "Photographic" 9. "Never Let Me Down Again" |

| Disc 1 1. Intro" 2. "A Pain That I'm Used To" 3. "A Question of Time" 4. "Suffer Well" 5. "Precious" 6. "Walking in My Shoes" 7. "Stripped" 8. "Home" 9. "Blue Dress" 10. "In Your Room" 11. "Nothing's Impossible" | Disc 2 1. "John the Revelator" 2. "I Feel You" 3. "Behind the Wheel" 4. "World in My Eyes" 5. "Personal Jesus" 6. "Enjoy the Silence" 7. "Shake the Disease" 8. "Photographic" 9. "Never Let Me Down Again" |

| Disc 1 1. Intro" 2. "A Pain That I'm Used To" 3. "A Question of Time" 4. "Suffer Well" 5. "Precious" 6. "Walking in My Shoes" 7. "Stripped" 8. "Home" 9. "Judas" 10. "In Your Room" 11. "The Sinner in Me" | Disc 2 1. "John the Revelator" 2. "I Feel You" 3. "Behind the Wheel" 4. "World in My Eyes" 5. "Personal Jesus" 6. "Enjoy the Silence" 7. "Leave in Silence" 8. "Just Can't Get Enough" 9. "Never Let Me Down Again" |

| Disc 1 1. Intro" 2. "A Pain That I'm Used To" 3. "A Question of Time" 4. "Suffer Well" 5. "Precious" 6. "Walking in My Shoes" 7. "Stripped" 8. "Home" 9. "It Doesn't Matter Two" 10. "In Your Room" | Disc 2 1. "Nothing's Impossible" 2. "I Feel You" 3. "Behind the Wheel" 4. "World in My Eyes" 5. "Personal Jesus" 6. "Enjoy the Silence" 7. "Shake the Disease" 8. "Photographic" 9. "Never Let Me Down Again" |

| Disc 1 1. Intro" 2. "A Pain That I'm Used To" 3. "A Question of Time" 4. "Suffer Well" 5. "Precious" 6. "Walking in My Shoes" 7. "Stripped" 8. "Home" 9. "Judas" 10. "In Your Room" | Disc 2 1. "Nothing's Impossible" 2. "I Feel You" 3. "Behind the Wheel" 4. "World in My Eyes" 5. "Personal Jesus" 6. "Enjoy the Silence" 7. "Shake the Disease" 8. "Photographic" 9. "Never Let Me Down Again" |

| Disc 1 1. Intro" 2. "A Pain That I'm Used To" 3. "A Question of Time" 4. "Suffer Well" 5. "Precious" 6. "Walking in My Shoes" 7. "Stripped" 8. "Home" 9. "It Doesn't Matter Two" 10. "In Your Room" | Disc 2 1. "The Sinner in Me" 2. "I Feel You" 3. "Behind the Wheel" 4. "World in My Eyes" 5. "Personal Jesus" 6. "Enjoy the Silence" 7. "Leave in Silence" 8. "Photographic" 9. "Just Can't Get Enough" 10. "Never Let Me Down Again" |

| Disc 1 1. Intro" 2. "A Pain That I'm Used To" 3. "A Question of Time" 4. "Suffer Well" 5. "Precious" 6. "Walking in My Shoes" 7. "Stripped" 8. "Home" 9. "Judas" 10. "In Your Room" | Disc 2 1. "Nothing's Impossible" 2. "I Feel You" 3. "John the Revelator" 4. "Behind the Wheel" 5. "World in My Eyes" 6. "Personal Jesus" 7. "Enjoy the Silence" 8. "Shake the Disease" 9. "Photographic" 10. "Never Let Me Down Again" |

| Disc 1 1. Intro" 2. "A Pain That I'm Used To" 3. "A Question of Time" 4. "Suffer Well" 5. "Precious" 6. "Walking in My Shoes" 7. "Stripped" 8. "Home" 9. "It Doesn't Matter Two" 10. "In Your Room" 11. "Nothing's Impossible" | Disc 2 1. "John the Revelator" 2. "I Feel You" 3. "Behind the Wheel" 4. "World in My Eyes" 5. "Personal Jesus" 6. "Enjoy the Silence" 7. "Shake the Disease" 8. "Photographic" 9. "Never Let Me Down Again" |

| Disc 1 1. Intro" 2. "A Pain That I'm Used To" 3. "A Question of Time" 4. "Suffer Well" 5. "Precious" 6. "Walking in My Shoes" 7. "Stripped" 8. "Home" 9. "Judas" 10. "In Your Room" 11. "Nothing's Impossible" | Disc 2 1. "John the Revelator" 2. "I Feel You" 3. "Behind the Wheel" 4. "World in My Eyes" 5. "Personal Jesus" 6. "Enjoy the Silence" 7. "Shake the Disease" 8. "Photographic" 9. "Never Let Me Down Again" |

| Disc 1 1. Intro" 2. "A Pain That I'm Used To" 3. "A Question of Time" 4. "Suffer Well" 5. "Precious" 6. "Walking in My Shoes" 7. "Stripped" 8. "Home" 9. "It Doesn't Matter Two" 10. "In Your Room" 11. "Nothing's Impossible" | Disc 2 1. "John the Revelator" 2. "I Feel You" 3. "Behind the Wheel" 4. "World in My Eyes" 5. "Personal Jesus" 6. "Enjoy the Silence" 7. "Leave in Silence" 8. "Photographic" 9. "Never Let Me Down Again" |

| Disc 1 1. Intro" 2. "A Pain That I'm Used To" 3. "A Question of Time" 4. "Suffer Well" 5. "Precious" 6. "Walking in My Shoes" 7. "Stripped" 8. "Home" 9. "In Your Room" 10. "Nothing's Impossible" 11. "John the Revelator" | Disc 2 1. "I Feel You" 2. "Behind the Wheel" 3. "World in My Eyes" 4. "Personal Jesus" 5. "Enjoy the Silence" 6. "It Doesn't Matter Two" 7. "Photographic" 8. "Never Let Me Down Again" |

| Disc 1 1. Intro" 2. "A Pain That I'm Used To" 3. "A Question of Time" 4. "Suffer Well" 5. "Precious" 6. "Walking in My Shoes" 7. "Stripped" 8. "Home" 9. "In Your Room" 10. "Nothing's Impossible" 11. "John the Revelator" | Disc 2 1. "I Feel You" 2. "Behind the Wheel" 3. "World in My Eyes" 4. "Personal Jesus" 5. "Enjoy the Silence" 6. "Judas" 7. "Photographic" 8. "Never Let Me Down Again" |

| Disc 1 1. Intro" 2. "A Pain That I'm Used To" 3. "A Question of Time" 4. "Suffer Well" 5. "Precious" 6. "Walking in My Shoes" 7. "Stripped" 8. "Home" 9. "It Doesn't Matter Two" 10. "In Your Room" 11. "Nothing's Impossible" 12. "John the Revelator" | Disc 2 1. "I Feel You" 2. "Behind the Wheel" 3. "World in My Eyes" 4. "Personal Jesus" 5. "Enjoy the Silence" 6. "Leave in Silence" 7. "Photographic" 8. "Never Let Me Down Again" |

| Disc 1 1. Intro" 2. "A Pain That I'm Used To" 3. "A Question of Time" 4. "Suffer Well" 5. "Precious" 6. "Walking in My Shoes" 7. "Stripped" 8. "Home" 9. "It Doesn't Matter Two" 10. "In Your Room" 11. "Nothing's Impossible" 12. "John the Revelator" | Disc 2 1. "I Feel You" 2. "Behind the Wheel" 3. "World in My Eyes" 4. "Personal Jesus" 5. "Enjoy the Silence" 6. "Leave in Silence" 7. "Photographic" 8. "Never Let Me Down Again" |

| Disc 1 1. Intro" 2. "A Pain That I'm Used To" 3. "A Question of Time" 4. "Suffer Well" 5. "Precious" 6. "Walking in My Shoes" 7. "Stripped" 8. "Home" 9. "It Doesn't Matter Two" 10. "In Your Room" 11. "Nothing's Impossible" 12. "John the Revelator" | Disc 2 1. "I Feel You" 2. "Behind the Wheel" 3. "World in My Eyes" 4. "Personal Jesus" 5. "Enjoy the Silence" 6. "Leave in Silence" 7. "Photographic" 8. "Never Let Me Down Again" |

| Disc 1 1. Intro" 2. "A Pain That I'm Used To" 3. "A Question of Time" 4. "Suffer Well" 5. "Precious" 6. "Walking in My Shoes" 7. "Stripped" 8. "Home" 9. "It Doesn't Matter Two" 10. "In Your Room" 11. "Nothing's Impossible" 12. "John the Revelator" | Disc 2 1. "I Feel You" 2. "Behind the Wheel" 3. "World in My Eyes" 4. "Personal Jesus" 5. "Enjoy the Silence" 6. "Leave in Silence" 7. "Photographic" 8. "Never Let Me Down Again" |

| Disc 1 1. Intro" 2. "A Pain That I'm Used To" 3. "A Question of Time" 4. "Suffer Well" 5. "Precious" 6. "Walking in My Shoes" 7. "Stripped" 8. "Home" 9. "Judas" 10. "In Your Room" 11. "Nothing's Impossible" 12. "John the Revelator" | Disc 2 1. "I Feel You" 2. "Behind the Wheel" 3. "World in My Eyes" 4. "Personal Jesus" 5. "Enjoy the Silence" 6. "Leave in Silence" 7. "Photographic" 8. "Never Let Me Down Again" |

| Disc 1 1. Intro" 2. "A Pain That I'm Used To" 3. "A Question of Time" 4. "Suffer Well" 5. "Precious" 6. "Walking in My Shoes" 7. "Stripped" 8. "Home" 9. "It Doesn't Matter Two" 10. "In Your Room" 11. "Nothing's Impossible" 12. "John the Revelator" | Disc 2 1. "I Feel You" 2. "Behind the Wheel" 3. "World in My Eyes" 4. "Personal Jesus" 5. "Enjoy the Silence" 6. "Shake the Disease" 7. "Photographic" 8. "Never Let Me Down Again" |

| Disc 1 1. Intro" 2. "A Pain That I'm Used To" 3. "A Question of Time" 4. "Suffer Well" 5. "Precious" 6. "Walking in My Shoes" 7. "Stripped" 8. "Home" 9. "In Your Room" 10. "John the Revelator" | Disc 2 1. "I Feel You" 2. "Behind the Wheel" 3. "World in My Eyes" 4. "Personal Jesus" 5. "Enjoy the Silence" 6. "Shake the Disease" 7. "Photographic" 8. "Never Let Me Down Again" |

| Disc 1 1. Intro" 2. "A Pain That I'm Used To" 3. "A Question of Time" 4. "Suffer Well" 5. "Precious" 6. "Walking in My Shoes" 7. "Stripped" 8. "Home" 9. "In Your Room" 10. "John the Revelator" | Disc 2 1. "I Feel You" 2. "Behind the Wheel" 3. "World in My Eyes" 4. "Personal Jesus" 5. "Enjoy the Silence" 6. "Shake the Disease" 7. "Photographic" 8. "Never Let Me Down Again" |

| Disc 1 1. Intro" 2. "A Pain That I'm Used To" 3. "A Question of Time" 4. "Suffer Well" 5. "Precious" 6. "Walking in My Shoes" 7. "Stripped" 8. "Home" 9. "It Doesn't Matter Two" 10. "In Your Room" 11. "Nothing's Impossible" 12. "John the Revelator" | Disc 2 1. "I Feel You" 2. "Behind the Wheel" 3. "World in My Eyes" 4. "Personal Jesus" 5. "Enjoy the Silence" 6. "Shake the Disease" 7. "Photographic" 8. "Never Let Me Down Again" |

| Disc 1 1. Intro" 2. "A Pain That I'm Used To" 3. "A Question of Time" 4. "Suffer Well" 5. "Precious" 6. "Walking in My Shoes" 7. "Stripped" 8. "Home" 9. "It Doesn't Matter Two" 10. "In Your Room" 11. "Nothing's Impossible" 12. "John the Revelator" | Disc 2 1. "I Feel You" 2. "Behind the Wheel" 3. "World in My Eyes" 4. "Personal Jesus" 5. "Enjoy the Silence" 6. "Leave in Silence" 7. "Photographic" 8. "Never Let Me Down Again" |

| Disc 1 1. Intro" 2. "A Pain That I'm Used To" 3. "A Question of Time" 4. "Suffer Well" 5. "Precious" 6. "Walking in My Shoes" 7. "Stripped" 8. "Home" 9. "In Your Room" 10. "John the Revelator" | Disc 2 1. "I Feel You" 2. "Behind the Wheel" 3. "World in My Eyes" 4. "Personal Jesus" 5. "Enjoy the Silence" 6. "Shake the Disease" 7. "Photographic" 8. "Never Let Me Down Again" |

| Disc 1 1. Intro" 2. "A Pain That I'm Used To" 3. "A Question of Time" 4. "Suffer Well" 5. "Precious" 6. "Walking in My Shoes" 7. "Stripped" 8. "Home" 9. "It Doesn't Matter Two" 10. "In Your Room" 11. "Nothing's Impossible" 12. "John the Revelator" | Disc 2 1. "I Feel You" 2. "Behind the Wheel" 3. "World in My Eyes" 4. "Personal Jesus" 5. "Enjoy the Silence" 6. "Leave in Silence" 7. "Photographic" 8. "Never Let Me Down Again" |

| Disc 1 1. Intro" 2. "A Pain That I'm Used To" 3. "A Question of Time" 4. "Suffer Well" 5. "Precious" 6. "Walking in My Shoes" 7. "Stripped" 8. "Home" 9. "It Doesn't Matter Two" 10. "In Your Room" 11. "Nothing's Impossible" 12. "John the Revelator" | Disc 2 1. "I Feel You" 2. "Behind the Wheel" 3. "World in My Eyes" 4. "Personal Jesus" 5. "Enjoy the Silence" 6. "Leave in Silence" 7. "Photographic" 8. "Never Let Me Down Again" |

| Disc 1 1. Intro" 2. "A Pain That I'm Used To" 3. "A Question of Time" 4. "Suffer Well" 5. "Precious" 6. "Walking in My Shoes" 7. "Stripped" 8. "Home" 9. "It Doesn't Matter Two" 10. "In Your Room" 11. "Nothing's Impossible" 12. "John the Revelator" | Disc 2 1. "I Feel You" 2. "Behind the Wheel" 3. "World in My Eyes" 4. "Personal Jesus" 5. "Enjoy the Silence" 6. "Shake the Disease" 7. "Photographic" 8. "Never Let Me Down Again" |

| Disc 1 1. Intro" 2. "A Pain That I'm Used To" 3. "A Question of Time" 4. "Suffer Well" 5. "Precious" 6. "Walking in My Shoes" 7. "Stripped" 8. "Home" 9. "In Your Room" 10. "John the Revelator" | Disc 2 1. "I Feel You" 2. "Behind the Wheel" 3. "World in My Eyes" 4. "Personal Jesus" 5. "Enjoy the Silence" 6. "Shake the Disease" 7. "Photographic" 8. "Never Let Me Down Again" |

| Disc 1 1. Intro" 2. "A Pain That I'm Used To" 3. "A Question of Time" 4. "Suffer Well" 5. "Precious" 6. "Walking in My Shoes" 7. "Stripped" 8. "Home" 9. "In Your Room" 10. "John the Revelator" | Disc 2 1. "I Feel You" 2. "Behind the Wheel" 3. "World in My Eyes" 4. "Personal Jesus" 5. "Enjoy the Silence" 6. "Leave in Silence" 7. "Photographic" 8. "Never Let Me Down Again" |

| Disc 1 1. Intro" 2. "A Pain That I'm Used To" 3. "A Question of Time" 4. "Suffer Well" 5. "Precious" 6. "Walking in My Shoes" 7. "Stripped" 8. "Home" 9. "It Doesn't Matter Two" 10. "In Your Room" 11. "Nothing's Impossible" 12. "John the Revelator" | Disc 2 1. "I Feel You" 2. "Behind the Wheel" 3. "World in My Eyes" 4. "Personal Jesus" 5. "Enjoy the Silence" 6. "Shake the Disease" 7. "Photographic" 8. "Never Let Me Down Again" |

| Disc 1 1. Intro" 2. "A Pain That I'm Used To" 3. "A Question of Time" 4. "Suffer Well" 5. "Precious" 6. "Walking in My Shoes" 7. "Stripped" 8. "Home" 9. "It Doesn't Matter Two" 10. "In Your Room" 11. "Nothing's Impossible" 12. "John the Revelator" | Disc 2 1. "I Feel You" 2. "Behind the Wheel" 3. "World in My Eyes" 4. "Personal Jesus" 5. "Enjoy the Silence" 6. "Leave in Silence" 7. "Photographic" 8. "Never Let Me Down Again" |

| Disc 1 1. Intro" 2. "A Pain That I'm Used To" 3. "A Question of Time" 4. "Suffer Well" 5. "Precious" 6. "Walking in My Shoes" 7. "Stripped" 8. "Home" 9. "Judas" 10. "In Your Room" 11. "John the Revelator" 12. "The Sinner in Me" | Disc 2 1. "I Feel You" 2. "Behind the Wheel" 3. "World in My Eyes" 4. "Personal Jesus" 5. "Enjoy the Silence" 6. "Shake the Disease" 7. "Just Can't Enough" 8. "Never Let Me Down Again" |

| Disc 1 1. Intro" 2. "A Pain That I'm Used To" 3. "A Question of Time" 4. "Suffer Well" 5. "Precious" 6. "Walking in My Shoes" 7. "Stripped" 8. "Home" 9. "It Doesn't Matter Two" 10. "In Your Room" 11. "Nothing's Impossible" 12. "John the Revelator" | Disc 2 1. "I Feel You" 2. "Behind the Wheel" 3. "World in My Eyes" 4. "Personal Jesus" 5. "Enjoy the Silence" 6. "Somebody" 7. "Photographic" 8. "Never Let Me Down Again" |

| Disc 1 1. Intro" 2. "A Pain That I'm Used To" 3. "A Question of Time" 4. "Suffer Well" 5. "Precious" 6. "Walking in My Shoes" 7. "Stripped" 8. "Home" 9. "It Doesn't Matter Two" 10. "In Your Room" 11. "Nothing's Impossible" 12. "John the Revelator" | Disc 2 1. "I Feel You" 2. "Behind the Wheel" 3. "World in My Eyes" 4. "Personal Jesus" 5. "Enjoy the Silence" 6. "Somebody" 7. "Photographic" 8. "Never Let Me Down Again" |

| Disc 1 1. Intro" 2. "A Pain That I'm Used To" 3. "A Question of Time" 4. "Suffer Well" 5. "Precious" 6. "Walking in My Shoes" 7. "Stripped" 8. "Home" 9. "It Doesn't Matter Two" 10. "In Your Room" 11. "Nothing's Impossible" 12. "John the Revelator" | Disc 2 1. "I Feel You" 2. "Behind the Wheel" 3. "World in My Eyes" 4. "Personal Jesus" 5. "Enjoy the Silence" 6. "Shake the Disease" 7. "Photographic" 8. "Never Let Me Down Again" |

| Disc 1 1. Intro" 2. "A Pain That I'm Used To" 3. "A Question of Time" 4. "Suffer Well" 5. "Precious" 6. "Walking in My Shoes" 7. "Stripped" 8. "Home" 9. "In Your Room" 10. "John the Revelator" | Disc 2 1. "I Feel You" 2. "Behind the Wheel" 3. "World in My Eyes" 4. "Personal Jesus" 5. "Enjoy the Silence" 6. "Leave in Silence" 7. "Photographic" 8. "Never Let Me Down Again" |

| Disc 1 1. Intro" 2. "A Pain That I'm Used To" 3. "A Question of Time" 4. "Suffer Well" 5. "Precious" 6. "Walking in My Shoes" 7. "Stripped" 8. "Home" 9. "It Doesn't Matter Two" 10. "In Your Room" 11. "Nothing's Impossible" 12. "John the Revelator" | Disc 2 1. "I Feel You" 2. "Behind the Wheel" 3. "World in My Eyes" 4. "Personal Jesus" 5. "Enjoy the Silence" 6. "Leave in Silence" 7. "Photographic" 8. "Never Let Me Down Again" |

| Disc 1 1. Intro" 2. "A Pain That I'm Used To" 3. "A Question of Time" 4. "Suffer Well" 5. "Precious" 6. "Walking in My Shoes" 7. "Stripped" 8. "Home" 9. "It Doesn't Matter Two" 10. "In Your Room" 11. "Nothing's Impossible" 12. "John the Revelator" | Disc 2 1. "I Feel You" 2. "Behind the Wheel" 3. "World in My Eyes" 4. "Personal Jesus" 5. "Enjoy the Silence" 6. "Somebody" 7. "Happy Birthday Martin" 8. "Photographic" 9. "Never Let Me Down Again" |

| Disc 1 1. Intro" 2. "A Pain That I'm Used To" 3. "A Question of Time" 4. "Suffer Well" 5. "Precious" 6. "Walking in My Shoes" 7. "Stripped" 8. "Home" 9. "In Your Room" 10. "John the Revelator" | Disc 2 1. "I Feel You" 2. "Behind the Wheel" 3. "World in My Eyes" 4. "Personal Jesus" 5. "Enjoy the Silence" 6. "Shake the Disease" 7. "Photographic" 8. "Never Let Me Down Again" |

| Disc 1 1. Intro" 2. "A Pain That I'm Used To" 3. "A Question of Time" 4. "Suffer Well" 5. "Precious" 6. "Walking in My Shoes" 7. "Stripped" 8. "Home" 9. "In Your Room" 10. "John the Revelator" | Disc 2 1. "I Feel You" 2. "Behind the Wheel" 3. "World in My Eyes" 4. "Personal Jesus" 5. "Enjoy the Silence" 6. "Leave in Silence" 7. "Photographic" 8. "Never Let Me Down Again" |

| Disc 1 1. Intro" 2. "A Pain That I'm Used To" 3. "A Question of Time" 4. "Suffer Well" 5. "Precious" 6. "Walking in My Shoes" 7. "Stripped" 8. "Home" 9. "It Doesn't Matter Two" 10. "In Your Room" | Disc 2 1. "John the Revelator" 2. "I Feel You" 3. "Behind the Wheel" 4. "World in My Eyes" 5. "Personal Jesus" 6. "Enjoy the Silence" 7. "Leave in Silence" 8. "Photographic" 9. "Never Let Me Down Again" |

### Terra Vibe Park,Atenes,Grècia
Concert realitzat l'1 d'agost de 2006
| Disc 1 1. Intro" 2. "A Pain That I'm Used To" 3. "A Question of Time" 4. "Suffer Well" 5. "Precious" 6. "Walking in My Shoes" 7. "Stripped" 8. "Home" 9. "It Doesn't Matter Two" 10. "In Your Room" 11. "John the Revelator" | Disc 2 1. "I Feel You" 2. "Behind the Wheel" 3. "World in My Eyes" 4. "Personal Jesus" 5. "Enjoy the Silence" 6. "Shake the Disease" 7. "Photographic" 8. "Never Let Me Down Again" |